# Achille Broutin
Pour les articles homonymes, voir Broutin.
 (septembre 2022).
Achille Broutin, dit Aquiles (1860-1918) est un maître d'armes et un collectionneur français, émigré en Espagne.

## Biographie

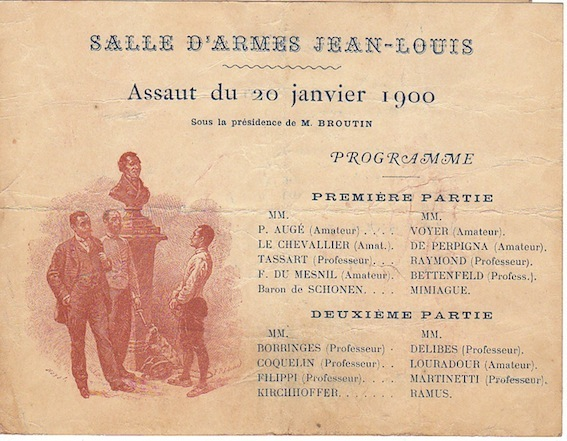

Achille Broutin naît à Metz (Moselle) en 1860. Il est le fils d'Emmanuel Broutin, maître d'armes et de Marie-Louise Pasquier, couturière, et le frère de Claude Léon Broutin, également maître d'armes. Il quitte la France avec sa famille fin 1863, à la suite d'un duel qu'eut son père avec un proche de l'Empereur Napoléon III.
Élève de son père, il est attaché dans sa jeunesse au secrétariat de la reine d'Espagne Isabelle II, sous les ordres du marquis de Alta Villa. Il est le maître de la salle d'armes du Palais de Castille. Il met fin prématurément à sa carrière lors de son mariage avec Maria de Torres y Kruz, une portugaise. Après la chute du Second Empire en 1870, il revint passer chaque hiver à Paris avec sa famille, notamment pour participer à des assauts d’escrime.
En 1898, il est nommé président de la salle d'armes Jean-Louis à Paris dont Vigeant[Qui ?] est le maître honoraire et Alphonse Kirchhoffer le professeur.
Cavalier émérite, historien et amateur d'armes, il continue la collection de son père Emmanuel, enrichie de dons de ses élèves et d'acquisitions notamment à l'Hôtel Drouot. Il meurt sans descendance à Saint-Sébastien en 1918. Sa veuve lègue en 1923, 13 000 pièces allant du XVe au XIXe siècle au Musée San Telmo, où l'on peut encore les retrouver.

## Décorations
- Commandeur de l'Ordre du Christ (1902)[2]